# Roberto Donadoni
Roberto Donadoni (Cisano Bergamasco, 9 settembre 1963) è un allenatore di calcio ed ex calciatore italiano, di ruolo centrocampista.
Punto di forza del Milan e della nazionale italiana per un decennio, è annoverato tra i migliori giocatori della storia del calcio nel ruolo di ala.
Da calciatore, oltre ad aver vinto numerosi titoli con il Milan, è stato vicecampione del mondo nel 1994 con l'Italia, della quale è divenuto commissario tecnico dodici anni dopo, tra i due mandati di Marcello Lippi, mantenendo l'incarico fino al campionato d'Europa 2008.

## Caratteristiche tecniche

### Giocatore

Donadoni (a destra), assieme a Alessandro Costacurta, Fernando De Napoli e Paolo Maldini, festeggia la vittoria dello scudetto 1992-1993 del Milan

Donadoni (a sinistra), assieme a Marcel Desailly, Demetrio Albertini, Paolo Di Canio e Christian Panucci, festeggia la vittoria del Milan nella Supercoppa UEFA 1994

Veloce, intelligente, tatticamente duttile e dotato di grande tecnica individuale e senso della posizione, Donadoni nasce come ala destra, posizione in cui ha potuto sfruttare al meglio le sue caratteristiche nonostante fosse in grado di giocare anche sulla fascia sinistra, al centro o come trequartista.
Centrocampista completo e talentuoso, dotato di capacità nella corsa, ottimo dribbling, visione di gioco, spirito di sacrificio e grande controllo di palla, a tal punto da effettuare partite intere senza perdere neanche un pallone, era spesso autore di cross precisi dalla fascia, attributi che lo rendevano un efficace uomo assist; nonostante non fosse particolarmente prolifico sottoporta, possedeva un tiro preciso dalla distanza con entrambi i piedi.
Michel Platini lo ha definito «il miglior giocatore italiano degli anni novanta» mentre Franco Baresi, suo compagno di squadra al Milan, lo ha inserito nell'undici dei più forti calciatori con cui ha giocato in carriera.
Secondo Mario Sconcerti, Donadoni «dava scatto, qualità e quantità permettendo al Milan di essere talvolta squilibrato. Un trait d'union straordinario tra centrocampo e attacco, un giocatore completo che ha sempre capito di calcio, tanto da diventare in pochi anni un eccellente allenatore».

## Carriera

### Giocatore

#### Club

##### Atalanta

Un giovane Donadoni agli esordi nell'Atalanta

Cominciò la carriera nell'Atalanta, con la quale disputò il campionato giovanile nella stagione 1981-1982 e quello di Serie B nell'annata seguente (18 presenze). L'Atalanta non riuscì a salire di categoria, ma Donadoni rimase a Bergamo, collezionando 26 presenze (2 gol) nella stagione 1983-1984, in cui il club ottenne la promozione in Serie A. Con l'Atalanta Donadoni disputò poi due stagioni da titolare in massima serie.

##### Milan
Nell'estate del 1986 fu acquistato dal Milan per 10 miliardi di lire; fu il primo giocatore ingaggiato dalla società milanese durante la proprietà di Silvio Berlusconi.
Dopo una prima stagione sottotono, divenne progressivamente un pilastro del Milan, titolare sia con Arrigo Sacchi sia con Fabio Capello, e inanellò una serie di trionfi: vinse sei scudetti (1987-1988, 1991-1992, 1992-1993, 1993-1994, 1995-1996, 1998-1999), tre Coppe dei Campioni (1988-1989, 1989-1990, 1993-1994), due Coppe Intercontinentali (1989, 1990), tre Supercoppe europee (1989, 1990, 1994) e quattro Supercoppe italiane (1989, 1992, 1993, 1994). Nella terza stagione, durante la sfida di ritorno della Coppa dei Campioni 1988-1989 in casa della Stella Rossa, divenuta famosa per il rinvio causa nebbia e i tiri di rigore del giorno dopo, subì un grave trauma cranico nello scontro con l'avversario Goran Vasilijević, rimanendo incosciente per qualche minuto. Per l'accaduto riportò la frattura della mandibola e fu costretto a stare lontano dai campi per mesi.
Lasciò il club nel 1996.

##### Ultimi anni
Il 4 maggio 1996 si trasferì negli Stati Uniti, firmando per i New York Metrostars. Giocò quindi in quella che fu la prima edizione della Major League Soccer.
Il 13 ottobre 1997, a 34 anni, tornò al Milan, con cui rimase per due stagioni, vincendo anche lo scudetto nel 1998-1999 sotto la guida di Alberto Zaccheroni.
Il 30 ottobre 1999 passò all'Al-Ittihad, in Arabia Saudita, di cui vestì la maglia per sei mesi e con cui vinse il campionato. Si ritirò dall'attività agonistica nel 2000.

#### Nazionale

Donadoni al tiro per la nazionale nel 1992

Donadoni fece il suo esordio in nazionale l'8 ottobre 1986, a 23 anni, convocato dal commissario tecnico Azeglio Vicini in occasione dell'amichevole Italia-Grecia (2-0), disputata a Bologna. Considerato come l'erede di Bruno Conti, prese parte al campionato d'Europa 1988 in Germania Ovest, nel quale l'Italia fu eliminata in semifinale dall'Unione Sovietica.
Successivamente prese parte al campionato del mondo 1990 giocato in casa, saltando solo l'ottavo di finale contro l'Uruguay, a causa di un infortunio, e la finale per il terzo posto con l'Inghilterra. Nella semifinale persa contro l'Argentina, terminata ai tiri di rigore, fu (con Aldo Serena) uno dei due rigoristi italiani che fallirono il tiro dal dischetto.
Con il CT Arrigo Sacchi (che lo aveva già allenato a Milano), subentrato nel 1991, rimase titolare e partecipò al campionato del mondo 1994 disputato negli Stati Uniti, dove fu vicecampione del mondo dopo la finale persa (ancora ai rigori, ma lui non tirò) contro il Brasile.
Infine, prese parte al campionato d'Europa 1996 in Inghilterra dove l'Italia fu eliminata nella fase a gironi e Donadoni disputò la sua ultima gara in azzurro il 19 giugno 1996.
Chiuse la sua esperienza in nazionale con 63 presenze e 5 gol.

### Allenatore
Partendo dalla Serie C, ottenne i migliori risultati in Serie A a Parma, portando la compagine emiliana nella parte superiore della classifica per tre stagioni consecutive, dal 2012 al 2014 e ottenendo nell'annata 2013-14 uno storico sesto posto e qualificazione all'Europa League, poi vanificata dalle difficoltà finanziarie del club.

#### Gli inizi
Ottenuto il patentino di allenatore, il 2 luglio 2001 diventò allenatore del Lecco in Serie C1. Il 3 dicembre, all'indomani della sconfitta casalinga per 2-1 contro l'Arezzo ultimo in classifica, fu esonerato. Il 20 marzo 2002 ritornò sulla panchina del Lecco sostituendo l'esonerato Alessandro Scanziani, arrivando al 10º posto. Il 22 giugno passò al Livorno in Serie B. Concluse al 10º posto e il presidente Aldo Spinelli non lo riconfermò. Il 30 giugno 2003 fu nominato allenatore del Genoa, sempre in Serie B, dal neo presidente della squadra ligure Enrico Preziosi. Il 22 settembre, dopo tre sconfitte in tre partite, fu esonerato e sostituito da Luigi De Canio.

#### Ritorno a Livorno
Dopo un periodo d'inattività di oltre un anno, il 10 gennaio 2005 fu richiamato a Livorno per sostituire l'esonerato Franco Colomba. Alla sua prima esperienza da tecnico in Serie A, con gli amaranto arrivò 9º e il centravanti della squadra, Cristiano Lucarelli, fu il capocannoniere del campionato con 24 gol. Confermato alla guida dei toscani anche per la stagione successiva, si dimise il 6 febbraio 2006 dopo le critiche rivoltegli dal presidente Spinelli, lasciando la squadra al 6º posto con 10 vittorie, 8 pareggi e 5 sconfitte; al suo posto fu ingaggiato Carlo Mazzone.

#### Nazionale italiana

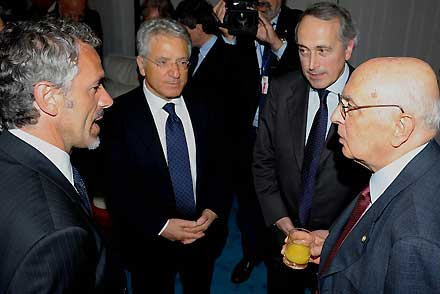
Da sinistra: Donadoni in veste di commissario tecnico della nazionale nel 2008, con il presidente del Bari Vincenzo Matarrese, il presidente della FIGC Giancarlo Abete ed il Presidente della Repubblica Giorgio Napolitano

In seguito alle dimissioni rassegnate da un Marcello Lippi fresco campione del mondo, nel luglio 2006 assume l'incarico di commissario tecnico della Nazionale italiana: esordisce in panchina il 16 agosto, perdendo in amichevole contro la Croazia. Offrendo nuovamente spazio a Christian Panucci e Antonio Cassano dopo le esclusioni riservate loro dal predecessore, conquista un solo punto nelle gare con Lituania e Francia valevoli per la qualificazione all'Europeo 2008: riscattando la classifica già in autunno, porta gli azzurri a battersi per il primato in compagnia dei summenzionati transalpini e della rivelazione Scozia.
Confermata in gran parte l'ossatura del precedente ciclo — pur registrando l'abbandono di Alessandro Nesta e Francesco Totti — valorizza tra gli altri Antonio Di Natale, raggiungendo il matematico accesso al torneo per effetto di una vittoria a Glasgow: conseguito con una gara d'anticipo il pass, termina a quota 29 punti il girone eliminatorio. Durante la sua gestione hanno luogo il debutto in nazionale di Fabio Quagliarella e Marco Borriello, quest'ultimo convocato per la fase finale in sostituzione degli infortunati Alberto Gilardino e Filippo Inzaghi, ed il ritorno di Antonio Cassano, che era stato convocato solo in due occasioni dal precedente CT Lippi.
Sconfitto dai Paesi Bassi in apertura della manifestazione, chiude sul nulla di fatto l'incontro con la Romania: una vittoria per 2-0 sui francesi garantisce il passaggio ai quarti di finale, in cui i campioni del mondo vengono battuti ai rigori dalla Spagna. In base alla clausola del contratto che permetteva il decadimento dello stesso nell'eventualità di eliminazione dall'Europeo, viene sollevato dalla posizione lasciando posto al ritorno di Lippi nel giugno 2008.

#### Napoli
Dopo 9 mesi di inattività, nel marzo 2009 il Napoli lo chiamò a sostituire Edoardo Reja. Nelle restanti 11 partite di campionato totalizzò altrettanti punti e due sole vittorie (di cui una contro i futuri campioni d'Italia dell'Inter per 1-0), conducendo i partenopei al dodicesimo posto finale a 46 punti.

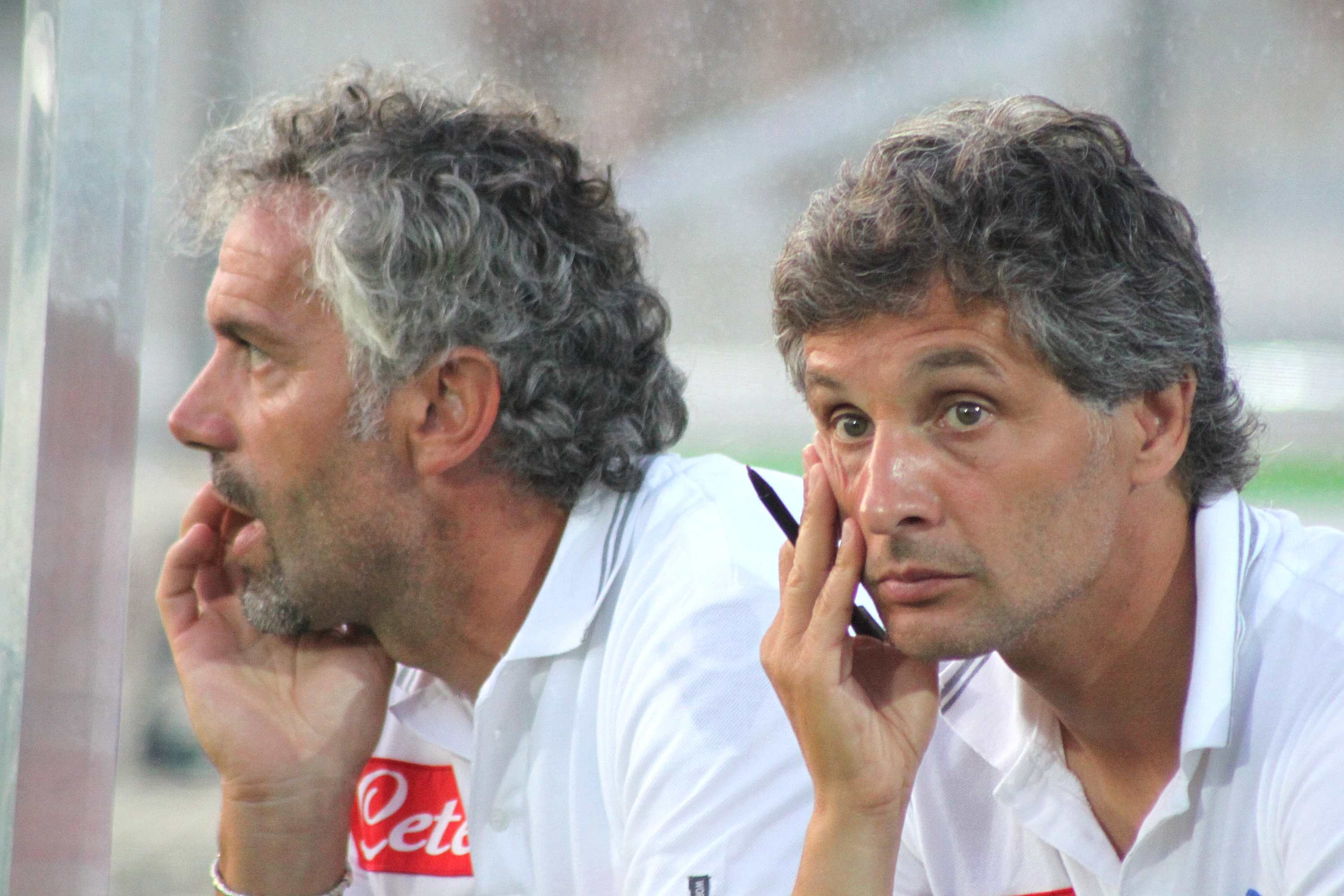
Donadoni (a sinistra) alla guida del Napoli nell'estate 2009, insieme al vice Mario Bortolazzi

All'inizio del torneo 2009-10 conseguì 7 punti in 7 gare: durante la sosta di ottobre, fu sollevato dall'incarico e rimpiazzato da Walter Mazzarri.

#### Cagliari
Il 15 novembre 2010 subentra a Pierpaolo Bisoli alla guida del Cagliari. Ottiene subito due vittorie consecutive: il 21 novembre a Brescia (1-2 risultato finale) e il 28 novembre in casa contro il Lecce (3-2 alla fine della partita). Il 5 dicembre 2010 subisce la sua prima sconfitta in trasferta contro la Fiorentina (1-0 il risultato finale). Dopo quasi quattro mesi dalla stipula del contratto, ottiene il suo primo pareggio nella trasferta contro il Bologna, con un gol siglato nel tempo di recupero dall'uruguaiano dei felsinei Gastón Ramírez. Ottiene un 14º posto con 45 punti di cui 34 fatti da Donadoni in 26 gare (1,30 a partita).
Inizialmente confermato per la stagione 2011-2012, viene poi esonerato il 12 agosto per disaccordi con il presidente del club Massimo Cellino legati al mercato della società ed in particolare al mancato acquisto dal Catania del giocatore David Suazo; al suo posto la società sarda ingaggia Massimo Ficcadenti.

#### Parma
Il 9 gennaio 2012 viene ingaggiato come allenatore del Parma, nuovamente in sostituzione di Franco Colomba.
All'esordio ufficiale sulla panchina del Parma, batte il Siena con il punteggio di 3-1. Alla fine della stagione il Parma si piazza ottavo con un punteggio di 56 punti di cui 36 fatti da lui. La stagione successiva conquista la salvezza con quattro giornate di anticipo a quota 49 punti.
Nella stagione del 2013-2014 totalizza un punteggio di 58 punti, ottenendo il sesto posto ma l'accesso all'Europa League viene negato per problemi finanziari.
Nella stagione successiva il Parma non riesce a costruire una squadra all'altezza, termina il girone di andata con soli 9 punti e il 25 gennaio 2015 perde lo scontro diretto per 2-1 con il Cesena anch'esso a 9 punti, rimanendo così ultimo in classifica e virtualmente retrocesso. A fine stagione, il Parma non riesce a evitare la retrocessione e si classifica all'ultimo posto in campionato; Donadoni rimane svincolato, mentre il Parma è costretto a ripartire dalla Serie D a causa del suo fallimento finanziario.

#### Bologna
Il 28 ottobre 2015 diventa il nuovo allenatore del Bologna, sostituendo Delio Rossi. Esordisce il 1º novembre, battendo 3-0 l'Atalanta. Con Donadoni in panchina i rossoblu ottengono buoni risultati, in particolare le vittorie contro Napoli e Milan e i pareggi con Juventus (che veniva da una serie positiva di 15 vittorie consecutive), Lazio e Roma. Riesce a condurre la squadra dal 18º al 14º posto, conquistando la salvezza il 1º maggio col pareggio per 0-0 con l'Empoli.
Pur raggiungendo la salvezza con largo anticipo nei successivi due campionati, viene esonerato al termine dell'annata 2017-2018 e sostituito da Filippo Inzaghi.

#### Shenzhen
Il 30 luglio 2019 viene ufficializzata la sua nomina a tecnico dello Shenzhen, penultimo nel campionato cinese con 14 punti raccolti in 20 giornate. Alla fine della stagione la squadra, penultima, retrocede. Donadoni rimane in sella per la stagione successiva in Super League dopo il ripescaggio del club ma, dopo tre sconfitte consecutive e il terzultimo posto in classifica, con appena tre punti nelle prime quattro giornate del campionato, l'11 agosto 2020 viene esonerato.

## Statistiche

### Presenze e reti nei club
| Stagione                   | Squadra                    | Campionato                 | Campionato | Campionato | Coppe nazionali | Coppe nazionali | Coppe nazionali | Coppe continentali | Coppe continentali | Coppe continentali | Altre coppe | Altre coppe | Altre coppe | Totale | Totale |
| Stagione                   | Squadra                    | Comp                       | Pres       | Reti       | Comp            | Pres            | Reti            | Comp               | Pres               | Reti               | Comp        | Pres        | Reti        | Pres   | Reti   |
| -------------------------- | -------------------------- | -------------------------- | ---------- | ---------- | --------------- | --------------- | --------------- | ------------------ | ------------------ | ------------------ | ----------- | ----------- | ----------- | ------ | ------ |
| 1981-1982                  | Atalanta                   | C1                         | 0          | 0          | CI-C            | 3               | 0               | -                  | -                  | -                  | -           | -           | -           | 3      | 0      |
| 1982-1983                  | Atalanta                   | B                          | 18         | 0          | CI              | 3               | 0               | -                  | -                  | -                  | -           | -           | -           | 21     | 0      |
| 1983-1984                  | Atalanta                   | B                          | 26         | 2          | CI              | 5               | 0               | -                  | -                  | -                  | -           | -           | -           | 31     | 2      |
| 1984-1985                  | Atalanta                   | A                          | 22         | 0          | CI              | 5               | 1               | CM                 | 5                  | 0                  | -           | -           | -           | 32     | 1      |
| 1985-1986                  | Atalanta                   | A                          | 30         | 3          | CI              | 6               | 1               | -                  | -                  | -                  | TE          | 1+          | 0+          | 37+    | 4+     |
| Totale Atalanta            | Totale Atalanta            | Totale Atalanta            | 96         | 5          |                 | 22              | 2               |                    | 5                  | 0                  |             | 1+          | 0+          | 123+   | 7+     |
| 1986-1987                  | Milan                      | A                          | 28+1       | 2+0        | CI              | 7               | 0               | -                  | -                  | -                  | -           | -           | -           | 36     | 2      |
| 1987-1988                  | Milan                      | A                          | 29         | 4          | CI              | 7               | 2               | CU                 | 3                  | 0                  | -           | -           | -           | 39     | 6      |
| 1988-1989                  | Milan                      | A                          | 21         | 1          | CI              | 7               | 1               | CC                 | 9                  | 1                  | SI          | 0           | 0           | 37     | 3      |
| 1989-1990                  | Milan                      | A                          | 24         | 4          | CI              | 3               | 0               | CC                 | 3                  | 0                  | SU+CInt     | 2+1         | 0           | 33     | 4      |
| 1990-1991                  | Milan                      | A                          | 26         | 2          | CI              | 1               | 0               | CC                 | 3                  | 0                  | SU+CInt     | 2+1         | 0           | 33     | 2      |
| 1991-1992                  | Milan                      | A                          | 30         | 1          | CI              | 6               | 0               | -                  | -                  | -                  | -           | -           | -           | 36     | 1      |
| 1992-1993                  | Milan                      | A                          | 20         | 1          | CI              | 0               | 0               | UCL                | 6                  | 0                  | SI          | 1           | 0           | 27     | 1      |
| 1993-1994                  | Milan                      | A                          | 32         | 0          | CI              | 3               | 0               | UCL                | 8                  | 0                  | SI+SU+CInt  | 1+2+1       | 0           | 47     | 0      |
| 1994-1995                  | Milan                      | A                          | 30         | 2          | CI              | 2               | 1               | UCL                | 8                  | 0                  | SI+SU+CInt  | 1+2+1       | 0           | 44     | 3      |
| 1995-mag. 1996             | Milan                      | A                          | 23         | 1          | CI              | 0               | 0               | CU                 | 6                  | 0                  | -           | -           | -           | 29     | 1      |
| mag.-dic. 1996             | N.Y./N.J. MetroStars       | MLS                        | 17         | 3          | -               | -               | -               | -                  | -                  | -                  | -           | -           | -           | 17     | 3      |
| 1997                       | N.Y./N.J. MetroStars       | MLS                        | 32         | 3          | USOC            | 3               | 0               | -                  | -                  | -                  | -           | -           | -           | 35     | 3      |
| Totale New York Metrostars | Totale New York Metrostars | Totale New York Metrostars | 49         | 6          |                 | 3               | 0               |                    | -                  | -                  |             | -           | -           | 52     | 6      |
| ott. 1997-1998             | Milan                      | A                          | 15         | 0          | CI              | 4               | 0               | -                  | -                  | -                  |             | -           | -           | 19     | 0      |
| 1998-1999                  | Milan                      | A                          | 9          | 0          | CI              | 1               | 0               | -                  | -                  | -                  | -           | -           | -           | 10     | 0      |
| Totale Milan               | Totale Milan               | Totale Milan               | 287+1      | 18+0       |                 | 41              | 4               |                    | 46                 | 1                  |             | 15          | 0           | 390    | 23     |
| ott. 1999-2000             | Al-Ittihad                 | A                          | 15         | 0          | CdR             | ?               | ?               | -                  | -                  | -                  | -           | -           | -           | 15+    | 0+     |
| Totale carriera            | Totale carriera            | Totale carriera            | 448        | 29         |                 | 66+             | 6+              |                    | 51                 | 1                  |             | 16+         | 0+          | 581+   | 35+    |

### Cronologia presenze e reti in nazionale
| Cronologia completa delle presenze e delle reti in nazionale ― Italia | Cronologia completa delle presenze e delle reti in nazionale ― Italia | Cronologia completa delle presenze e delle reti in nazionale ― Italia | Cronologia completa delle presenze e delle reti in nazionale ― Italia | Cronologia completa delle presenze e delle reti in nazionale ― Italia | Cronologia completa delle presenze e delle reti in nazionale ― Italia | Cronologia completa delle presenze e delle reti in nazionale ― Italia | Cronologia completa delle presenze e delle reti in nazionale ― Italia |
| Data                                                                  | Città                                                                 | In casa                                                               | Risultato                                                             | Ospiti                                                                | Competizione                                                          | Reti                                                                  | Note                                                                  |
| --------------------------------------------------------------------- | --------------------------------------------------------------------- | --------------------------------------------------------------------- | --------------------------------------------------------------------- | --------------------------------------------------------------------- | --------------------------------------------------------------------- | --------------------------------------------------------------------- | --------------------------------------------------------------------- |
| 8-10-1986                                                             | Bologna                                                               | Italia                                                                | 2 – 0                                                                 | Grecia                                                                | Amichevole                                                            | -                                                                     |                                                                       |
| 15-11-1986                                                            | Milano                                                                | Italia                                                                | 3 – 2                                                                 | Svizzera                                                              | Qual. Euro 1988                                                       | 1                                                                     |                                                                       |
| 6-12-1986                                                             | La Valletta                                                           | Malta                                                                 | 0 – 2                                                                 | Italia                                                                | Qual. Euro 1988                                                       | -                                                                     |                                                                       |
| 24-1-1987                                                             | Bergamo                                                               | Italia                                                                | 5 – 0                                                                 | Malta                                                                 | Qual. Euro 1988                                                       | -                                                                     |                                                                       |
| 14-2-1987                                                             | Lisbona                                                               | Portogallo                                                            | 0 – 1                                                                 | Italia                                                                | Qual. Euro 1988                                                       | -                                                                     |                                                                       |
| 18-4-1987                                                             | Colonia                                                               | Germania Ovest                                                        | 0 – 0                                                                 | Italia                                                                | Amichevole                                                            | -                                                                     | 46’                                                                   |
| 28-5-1987                                                             | Oslo                                                                  | Norvegia                                                              | 0 – 0                                                                 | Italia                                                                | Amichevole                                                            | -                                                                     |                                                                       |
| 10-6-1987                                                             | Zurigo                                                                | Italia                                                                | 3 – 1                                                                 | Argentina                                                             | Amichevole                                                            | -                                                                     |                                                                       |
| 23-9-1987                                                             | Pisa                                                                  | Italia                                                                | 1 – 0                                                                 | Jugoslavia                                                            | Amichevole                                                            | -                                                                     |                                                                       |
| 17-10-1987                                                            | Berna                                                                 | Svizzera                                                              | 0 – 0                                                                 | Italia                                                                | Qual. Euro 1988                                                       | -                                                                     |                                                                       |
| 14-11-1987                                                            | Napoli                                                                | Italia                                                                | 2 – 1                                                                 | Svezia                                                                | Qual. Euro 1988                                                       | -                                                                     |                                                                       |
| 5-12-1987                                                             | Milano                                                                | Italia                                                                | 3 – 0                                                                 | Portogallo                                                            | Qual. Euro 1988                                                       | -                                                                     |                                                                       |
| 20-2-1988                                                             | Bari                                                                  | Italia                                                                | 4 – 1                                                                 | Unione Sovietica                                                      | Amichevole                                                            | -                                                                     |                                                                       |
| 31-3-1988                                                             | Spalato                                                               | Jugoslavia                                                            | 1 – 1                                                                 | Italia                                                                | Amichevole                                                            | -                                                                     |                                                                       |
| 27-4-1988                                                             | Lussemburgo                                                           | Lussemburgo                                                           | 0 – 3                                                                 | Italia                                                                | Amichevole                                                            | -                                                                     |                                                                       |
| 4-6-1988                                                              | Brescia                                                               | Italia                                                                | 0 – 1                                                                 | Galles                                                                | Amichevole                                                            | -                                                                     |                                                                       |
| 10-6-1988                                                             | Düsseldorf                                                            | Germania Ovest                                                        | 1 – 1                                                                 | Italia                                                                | Euro 1988 - 1º turno                                                  | -                                                                     |                                                                       |
| 14-6-1988                                                             | Francoforte                                                           | Italia                                                                | 1 – 0                                                                 | Spagna                                                                | Euro 1988 - 1º turno                                                  | -                                                                     |                                                                       |
| 17-6-1988                                                             | Colonia                                                               | Italia                                                                | 2 – 0                                                                 | Danimarca                                                             | Euro 1988 - 1º turno                                                  | -                                                                     |                                                                       |
| 22-6-1988                                                             | Stoccarda                                                             | Unione Sovietica                                                      | 2 – 0                                                                 | Italia                                                                | Euro 1988 - Semifinale                                                | -                                                                     |                                                                       |
| 19-10-1988                                                            | Pescara                                                               | Italia                                                                | 2 – 1                                                                 | Norvegia                                                              | Amichevole                                                            | -                                                                     |                                                                       |
| 22-2-1989                                                             | Pisa                                                                  | Italia                                                                | 1 – 0                                                                 | Danimarca                                                             | Amichevole                                                            | -                                                                     |                                                                       |
| 25-3-1989                                                             | Vienna                                                                | Austria                                                               | 0 – 1                                                                 | Italia                                                                | Amichevole                                                            | -                                                                     |                                                                       |
| 29-3-1989                                                             | Sibiu                                                                 | Romania                                                               | 1 – 0                                                                 | Italia                                                                | Amichevole                                                            | -                                                                     |                                                                       |
| 26-4-1989                                                             | Taranto                                                               | Italia                                                                | 4 – 0                                                                 | Ungheria                                                              | Amichevole                                                            | -                                                                     |                                                                       |
| 11-11-1989                                                            | Vicenza                                                               | Italia                                                                | 1 – 0                                                                 | Algeria                                                               | Amichevole                                                            | -                                                                     |                                                                       |
| 15-11-1989                                                            | Londra                                                                | Inghilterra                                                           | 0 – 0                                                                 | Italia                                                                | Amichevole                                                            | -                                                                     |                                                                       |
| 21-12-1989                                                            | Cagliari                                                              | Italia                                                                | 0 – 0                                                                 | Argentina                                                             | Amichevole                                                            | -                                                                     |                                                                       |
| 31-3-1990                                                             | Basilea                                                               | Svizzera                                                              | 0 – 1                                                                 | Italia                                                                | Amichevole                                                            | -                                                                     |                                                                       |
| 9-6-1990                                                              | Roma                                                                  | Italia                                                                | 1 – 0                                                                 | Austria                                                               | Mondiali 1990 - 1º turno                                              | -                                                                     |                                                                       |
| 14-6-1990                                                             | Roma                                                                  | Italia                                                                | 1 – 0                                                                 | Stati Uniti                                                           | Mondiali 1990 - 1º turno                                              | -                                                                     |                                                                       |
| 19-6-1990                                                             | Roma                                                                  | Italia                                                                | 2 – 0                                                                 | Cecoslovacchia                                                        | Mondiali 1990 - 1º turno                                              | -                                                                     |                                                                       |
| 30-6-1990                                                             | Roma                                                                  | Italia                                                                | 1 – 0                                                                 | Irlanda                                                               | Mondiali 1990 - Quarti di finale                                      | -                                                                     |                                                                       |
| 3-7-1990                                                              | Napoli                                                                | Argentina                                                             | 1 – 1 dts (4 – 3 dtr)                                                 | Italia                                                                | Mondiali 1990 - Semifinale                                            | -                                                                     |                                                                       |
| 26-9-1990                                                             | Palermo                                                               | Italia                                                                | 1 – 0                                                                 | Paesi Bassi                                                           | Amichevole                                                            | -                                                                     |                                                                       |
| 17-10-1990                                                            | Budapest                                                              | Ungheria                                                              | 1 – 1                                                                 | Italia                                                                | Qual. Euro 1992                                                       | -                                                                     |                                                                       |
| 1-5-1991                                                              | Salerno                                                               | Italia                                                                | 3 – 1                                                                 | Ungheria                                                              | Qual. Euro 1992                                                       | 2                                                                     |                                                                       |
| 19-2-1992                                                             | Cesena                                                                | Italia                                                                | 4 – 0                                                                 | San Marino                                                            | Amichevole                                                            | 1                                                                     |                                                                       |
| 25-3-1992                                                             | Torino                                                                | Italia                                                                | 1 – 0                                                                 | Germania                                                              | Amichevole                                                            | -                                                                     |                                                                       |
| 31-5-1992                                                             | New Haven                                                             | Italia                                                                | 0 – 0                                                                 | Portogallo                                                            | U.S. Cup 1992                                                         | -                                                                     |                                                                       |
| 6-6-1992                                                              | Chicago                                                               | Stati Uniti                                                           | 1 – 1                                                                 | Italia                                                                | U.S. Cup 1992                                                         | -                                                                     |                                                                       |
| 9-9-1992                                                              | Eindhoven                                                             | Paesi Bassi                                                           | 2 – 3                                                                 | Italia                                                                | Amichevole                                                            | -                                                                     | 46’                                                                   |
| 14-10-1992                                                            | Cagliari                                                              | Italia                                                                | 2 – 2                                                                 | Svizzera                                                              | Qual. Mondiali 1994                                                   | -                                                                     | 71’                                                                   |
| 18-11-1992                                                            | Glasgow                                                               | Scozia                                                                | 0 – 0                                                                 | Italia                                                                | Qual. Mondiali 1994                                                   | -                                                                     |                                                                       |
| 19-12-1992                                                            | La Valletta                                                           | Malta                                                                 | 1 – 2                                                                 | Italia                                                                | Qual. Mondiali 1994                                                   | -                                                                     |                                                                       |
| 13-10-1993                                                            | Roma                                                                  | Italia                                                                | 3 – 1                                                                 | Scozia                                                                | Qual. Mondiali 1994                                                   | 1                                                                     |                                                                       |
| 17-11-1993                                                            | Milano                                                                | Italia                                                                | 1 – 0                                                                 | Portogallo                                                            | Qual. Mondiali 1994                                                   | -                                                                     |                                                                       |
| 23-3-1994                                                             | Stoccarda                                                             | Germania                                                              | 2 – 1                                                                 | Italia                                                                | Amichevole                                                            | -                                                                     |                                                                       |
| 27-5-1994                                                             | Parma                                                                 | Italia                                                                | 2 – 0                                                                 | Finlandia                                                             | Amichevole                                                            | -                                                                     |                                                                       |
| 3-6-1994                                                              | Roma                                                                  | Italia                                                                | 1 – 0                                                                 | Svizzera                                                              | Amichevole                                                            | -                                                                     |                                                                       |
| 11-6-1994                                                             | New Haven                                                             | Italia                                                                | 1 – 0                                                                 | Costa Rica                                                            | Amichevole                                                            | -                                                                     |                                                                       |
| 18-6-1994                                                             | New York                                                              | Italia                                                                | 0 – 1                                                                 | Irlanda                                                               | Mondiali 1994 - 1º turno                                              | -                                                                     |                                                                       |
| 28-6-1994                                                             | Washington                                                            | Italia                                                                | 1 – 1                                                                 | Messico                                                               | Mondiali 1994 - 1º turno                                              | -                                                                     |                                                                       |
| 5-7-1994                                                              | Boston                                                                | Nigeria                                                               | 1 – 2 dts                                                             | Italia                                                                | Mondiali 1994 - Ottavi di finale                                      | -                                                                     |                                                                       |
| 9-7-1994                                                              | Boston                                                                | Italia                                                                | 2 – 1                                                                 | Spagna                                                                | Mondiali 1994 - Quarti di finale                                      | -                                                                     |                                                                       |
| 13-7-1994                                                             | New York                                                              | Italia                                                                | 2 – 1                                                                 | Bulgaria                                                              | Mondiali 1994 - Semifinale                                            | -                                                                     |                                                                       |
| 17-7-1994                                                             | Los Angeles                                                           | Brasile                                                               | 0 – 0 dts (3 – 2 dtr)                                                 | Italia                                                                | Mondiali 1994 - Finale                                                | -                                                                     | 2º posto                                                              |
| 7-9-1994                                                              | Maribor                                                               | Slovenia                                                              | 1 – 1                                                                 | Italia                                                                | Qual. Euro 1996                                                       | -                                                                     |                                                                       |
| 16-11-1994                                                            | Palermo                                                               | Italia                                                                | 1 – 2                                                                 | Croazia                                                               | Qual. Euro 1996                                                       | -                                                                     |                                                                       |
| 1-6-1996                                                              | Budapest                                                              | Ungheria                                                              | 0 – 2                                                                 | Italia                                                                | Amichevole                                                            | -                                                                     | 64’                                                                   |
| 11-6-1996                                                             | Liverpool                                                             | Russia                                                                | 1 – 2                                                                 | Italia                                                                | Euro 1996 - 1º turno                                                  | -                                                                     | 46’                                                                   |
| 14-6-1996                                                             | Liverpool                                                             | Rep. Ceca                                                             | 2 – 1                                                                 | Italia                                                                | Euro 1996 - 1º turno                                                  | -                                                                     |                                                                       |
| 19-6-1996                                                             | Manchester                                                            | Germania                                                              | 0 – 0                                                                 | Italia                                                                | Euro 1996 - 1º turno                                                  | -                                                                     |                                                                       |
| Totale                                                                |                                                                       | Presenze (24º posto)                                                  | 63                                                                    |                                                                       | Reti                                                                  | 5                                                                     |                                                                       |

### Statistiche da allenatore

#### Club
Statistiche aggiornate al 10 agosto 2020.
| Stagione          | Squadra           | Campionato        | Campionato | Campionato | Campionato | Campionato | Coppe nazionali | Coppe nazionali | Coppe nazionali | Coppe nazionali | Coppe nazionali | Coppe continentali | Coppe continentali | Coppe continentali | Coppe continentali | Coppe continentali | Altre coppe | Altre coppe | Altre coppe | Altre coppe | Altre coppe | Totale | Totale | Totale | Totale | % Vittorie | Piazzamento     |
| Stagione          | Squadra           | Comp              | G          | V          | N          | P          | Comp            | G               | V               | N               | P               | Comp               | G                  | V                  | N                  | P                  | Comp        | G           | V           | N           | P           | G      | V      | N      | P      | %          | Piazzamento     |
| ----------------- | ----------------- | ----------------- | ---------- | ---------- | ---------- | ---------- | --------------- | --------------- | --------------- | --------------- | --------------- | ------------------ | ------------------ | ------------------ | ------------------ | ------------------ | ----------- | ----------- | ----------- | ----------- | ----------- | ------ | ------ | ------ | ------ | ---------- | --------------- |
| 2001-2002         | Lecco             | C1                | 21         | 7          | 7          | 7          | CI-C            | 4               | 2               | 1               | 1               | -                  | -                  | -                  | -                  | -                  | -           | -           | -           | -           | -           | 25     | 9      | 8      | 8      | 36,00      | Eson., Sub. 10º |
| 2002-2003         | Livorno           | B                 | 38         | 12         | 13         | 13         | CI              | 3               | 2               | 0               | 1               | -                  | -                  | -                  | -                  | -                  | -           | -           | -           | -           | -           | 41     | 14     | 13     | 14     | 34,15      | 10º             |
| ago.-set. 2003    | Genoa             | B                 | 3          | 0          | 0          | 3          | CI              | 3               | 1               | 1               | 1               | -                  | -                  | -                  | -                  | -                  | -           | -           | -           | -           | -           | 6      | 1      | 1      | 4      | 16,67      | Eson.           |
| gen.-mag. 2005    | Livorno           | A                 | 20         | 6          | 7          | 7          | -               | -               | -               | -               | -               | -                  | -                  | -                  | -                  | -                  | -           | -           | -           | -           | -           | 20     | 6      | 7      | 7      | 30,00      | Sub. 9º         |
| 2005-feb. 2006    | Livorno           | A                 | 23         | 10         | 8          | 5          | CI              | 3               | 1               | 1               | 1               | -                  | -                  | -                  | -                  | -                  | -           | -           | -           | -           | -           | 26     | 11     | 9      | 6      | 42,31      | Dimiss.         |
| Totale Livorno    | Totale Livorno    | Totale Livorno    | 81         | 28         | 28         | 25         |                 | 6               | 3               | 1               | 2               |                    | -                  | -                  | -                  | -                  |             | -           | -           | -           | -           | 87     | 31     | 29     | 27     | 35,63      |                 |
| mar.-mag. 2009    | Napoli            | A                 | 11         | 2          | 5          | 4          | CI              | -               | -               | -               | -               | -                  | -                  | -                  | -                  | -                  | -           | -           | -           | -           | -           | 11     | 2      | 5      | 4      | 18,18      | Sub. 12º        |
| lug.-ott. 2009    | Napoli            | A                 | 7          | 2          | 1          | 4          | CI              | 1               | 1               | 0               | 0               | -                  | -                  | -                  | -                  | -                  | -           | -           | -           | -           | -           | 8      | 3      | 1      | 4      | 37,50      | Eson.           |
| Totale Napoli     | Totale Napoli     | Totale Napoli     | 18         | 4          | 6          | 8          |                 | 1               | 1               | 0               | 0               |                    | -                  | -                  | -                  | -                  |             | -           | -           | -           | -           | 19     | 5      | 6      | 8      | 26,32      |                 |
| nov. 2010-2011    | Cagliari          | A                 | 26         | 10         | 4          | 12         | CI              | 1               | 0               | 0               | 1               | -                  | -                  | -                  | -                  | -                  | -           | -           | -           | -           | -           | 27     | 10     | 4      | 13     | 37,04      | Sub. 14º        |
| gen.-mag. 2012    | Parma             | A                 | 21         | 10         | 7          | 4          | -               | -               | -               | -               | -               | -                  | -                  | -                  | -                  | -                  | -           | -           | -           | -           | -           | 21     | 10     | 7      | 4      | 47,62      | Sub. 8º         |
| 2012-2013         | Parma             | A                 | 38         | 13         | 10         | 15         | CI              | 1               | 0               | 1               | 0               | -                  | -                  | -                  | -                  | -                  | -           | -           | -           | -           | -           | 39     | 13     | 11     | 15     | 33,33      | 10º             |
| 2013-2014         | Parma             | A                 | 38         | 15         | 13         | 10         | CI              | 3               | 2               | 0               | 1               | -                  | -                  | -                  | -                  | -                  | -           | -           | -           | -           | -           | 41     | 17     | 13     | 11     | 41,46      | 6º              |
| 2014-2015         | Parma             | A                 | 38         | 6          | 8          | 24         | CI              | 2               | 1               | 0               | 1               | -                  | -                  | -                  | -                  | -                  | -           | -           | -           | -           | -           | 40     | 7      | 8      | 25     | 17,50      | 20º (retr.)     |
| Totale Parma      | Totale Parma      | Totale Parma      | 135        | 44         | 37         | 54         |                 | 6               | 3               | 1               | 2               |                    | -                  | -                  | -                  | -                  |             | -           | -           | -           | -           | 141    | 47     | 39     | 55     | 33,33      |                 |
| nov. 2015-2016    | Bologna           | A                 | 28         | 9          | 9          | 10         | -               | -               | -               | -               | -               | -                  | -                  | -                  | -                  | -                  | -           | -           | -           | -           | -           | 28     | 9      | 9      | 10     | 32,14      | Sub. 14º        |
| 2016-2017         | Bologna           | A                 | 38         | 11         | 8          | 19         | CI              | 3               | 2               | 0               | 1               | -                  | -                  | -                  | -                  | -                  | -           | -           | -           | -           | -           | 41     | 13     | 8      | 20     | 31,71      | 15º             |
| 2017-2018         | Bologna           | A                 | 38         | 11         | 6          | 21         | CI              | 1               | 0               | 0               | 1               | -                  | -                  | -                  | -                  | -                  | -           | -           | -           | -           | -           | 39     | 11     | 6      | 22     | 28,21      | 15º             |
| Totale Bologna    | Totale Bologna    | Totale Bologna    | 104        | 31         | 23         | 50         |                 | 4               | 2               | 0               | 2               |                    | -                  | -                  | -                  | -                  |             | -           | -           | -           | -           | 108    | 33     | 23     | 52     | 30,56      |                 |
| 2019              | Shenzhen          | CSL               | 10         | 1          | 4          | 5          | -               | -               | -               | -               | -               | -                  | -                  | -                  | -                  | -                  | -           | -           | -           | -           | -           | 10     | 1      | 4      | 5      | 10,00      | Sub. 15º        |
| 2020              | Shenzhen          | CSL               | 4          | 1          | 0          | 3          | -               | -               | -               | -               | -               | -                  | -                  | -                  | -                  | -                  | -           | -           | -           | -           | -           | 4      | 1      | 0      | 3      | 25,00      | Eson.           |
| Totale Shenzen FC | Totale Shenzen FC | Totale Shenzen FC | 14         | 2          | 4          | 8          |                 | -               | -               | -               | -               |                    | -                  | -                  | -                  | -                  |             | -           | -           | -           | -           | 14     | 2      | 4      | 8      | 14,29      |                 |
| Totale carriera   | Totale carriera   | Totale carriera   | 402        | 126        | 110        | 166        |                 | 25              | 12              | 4               | 9               |                    | -                  | -                  | -                  | -                  |             | -           | -           | -           | -           | 427    | 138    | 114    | 175    | 32,32      |                 |

#### Nazionale nel dettaglio
| 2006             | Italia        | Qual. Europeo | 1º nel Gruppo B, qualificato | 4  | 2  | 1 | 1 | 50,00 | 7  | 5  | +2  |
| 2007             | Italia        | Qual. Europeo | 1º nel Gruppo B, qualificato | 8  | 7  | 1 | 0 | 87,50 | 15 | 4  | +11 |
| 2008             | Italia        | Europeo       | Quarti di finale             | 4  | 1  | 2 | 1 | 25,00 | 3  | 4  | -1  |
| Dal 2006 al 2008 | Italia        | Amichevoli    |                              | 7  | 3  | 1 | 3 | 42,86 | 10 | 9  | +1  |
| Totale Italia    | Totale Italia | Totale Italia | Totale Italia                | 23 | 13 | 5 | 5 | 56,52 | 35 | 22 | +13 |

#### Panchine da commissario tecnico della nazionale italiana
| Cronologia completa delle presenze e delle reti in nazionale ― Italia | Cronologia completa delle presenze e delle reti in nazionale ― Italia | Cronologia completa delle presenze e delle reti in nazionale ― Italia | Cronologia completa delle presenze e delle reti in nazionale ― Italia | Cronologia completa delle presenze e delle reti in nazionale ― Italia | Cronologia completa delle presenze e delle reti in nazionale ― Italia | Cronologia completa delle presenze e delle reti in nazionale ― Italia | Cronologia completa delle presenze e delle reti in nazionale ― Italia |
| Data                                                                  | Città                                                                 | In casa                                                               | Risultato                                                             | Ospiti                                                                | Competizione                                                          | Reti                                                                  | Note                                                                  |
| --------------------------------------------------------------------- | --------------------------------------------------------------------- | --------------------------------------------------------------------- | --------------------------------------------------------------------- | --------------------------------------------------------------------- | --------------------------------------------------------------------- | --------------------------------------------------------------------- | --------------------------------------------------------------------- |
| 16-8-2006                                                             | Livorno                                                               | Italia                                                                | 0 – 2                                                                 | Croazia                                                               | Amichevole                                                            | -                                                                     | Cap: M. Ambrosini                                                     |
| 2-9-2006                                                              | Napoli                                                                | Italia                                                                | 1 – 1                                                                 | Lituania                                                              | Qual. Euro 2008                                                       | Filippo Inzaghi                                                       | Cap: F. Cannavaro                                                     |
| 6-9-2006                                                              | Parigi                                                                | Francia                                                               | 3 – 1                                                                 | Italia                                                                | Qual. Euro 2008                                                       | Alberto Gilardino                                                     | Cap: F. Cannavaro                                                     |
| 7-10-2006                                                             | Roma                                                                  | Italia                                                                | 2 – 0                                                                 | Ucraina                                                               | Qual. Euro 2008                                                       | Massimo Oddo (rig.) Luca Toni                                         | Cap: F. Cannavaro                                                     |
| 11-10-2006                                                            | Tbilisi                                                               | Georgia                                                               | 1 – 3                                                                 | Italia                                                                | Qual. Euro 2008                                                       | Daniele De Rossi Mauro Camoranesi Simone Perrotta                     | Cap: F. Cannavaro                                                     |
| 15-11-2006                                                            | Bergamo                                                               | Italia                                                                | 1 – 1                                                                 | Turchia                                                               | Amichevole                                                            | Antonio Di Natale                                                     | Cap: F. Cannavaro                                                     |
| 28-3-2007                                                             | Bari                                                                  | Italia                                                                | 2 – 0                                                                 | Scozia                                                                | Qual. Euro 2008                                                       | 2 Luca Toni                                                           | Cap: F. Cannavaro                                                     |
| 2-6-2007                                                              | Tórshavn                                                              | Fær Øer                                                               | 1 – 2                                                                 | Italia                                                                | Qual. Euro 2008                                                       | 2 Filippo Inzaghi                                                     | Cap: F. Cannavaro                                                     |
| 6-6-2007                                                              | Kaunas                                                                | Lituania                                                              | 0 – 2                                                                 | Italia                                                                | Qual. Euro 2008                                                       | 2 Fabio Quagliarella                                                  | Cap: F. Cannavaro                                                     |
| 22-8-2007                                                             | Budapest                                                              | Ungheria                                                              | 3 – 1                                                                 | Italia                                                                | Amichevole                                                            | Antonio Di Natale                                                     | Cap: F. Cannavaro                                                     |
| 8-9-2007                                                              | Milano                                                                | Italia                                                                | 0 – 0                                                                 | Francia                                                               | Qual. Euro 2008                                                       | -                                                                     | Cap: F. Cannavaro                                                     |
| 12-9-2007                                                             | Kiev                                                                  | Ucraina                                                               | 1 – 2                                                                 | Italia                                                                | Qual. Euro 2008                                                       | 2 Antonio Di Natale                                                   | Cap: F. Cannavaro                                                     |
| 13-10-2007                                                            | Genova                                                                | Italia                                                                | 2 – 0                                                                 | Georgia                                                               | Qual. Euro 2008                                                       | Andrea Pirlo Fabio Grosso                                             | Cap: G. Buffon                                                        |
| 17-10-2007                                                            | Siena                                                                 | Italia                                                                | 2 – 0                                                                 | Sudafrica                                                             | Amichevole                                                            | 2 Cristiano Lucarelli                                                 | Cap: D. De Rossi                                                      |
| 17-11-2007                                                            | Glasgow                                                               | Scozia                                                                | 1 – 2                                                                 | Italia                                                                | Qual. Euro 2008                                                       | Luca Toni Christian Panucci                                           | Cap: F. Cannavaro                                                     |
| 21-11-2007                                                            | Modena                                                                | Italia                                                                | 3 – 1                                                                 | Fær Øer                                                               | Qual. Euro 2008                                                       | autorete Luca Toni Giorgio Chiellini                                  | Cap: F. Cannavaro                                                     |
| 6-2-2008                                                              | Zurigo                                                                | Italia                                                                | 3 – 1                                                                 | Portogallo                                                            | Amichevole                                                            | Luca Toni Fabio Cannavaro Fabio Quagliarella                          | Cap: F. Cannavaro                                                     |
| 26-3-2008                                                             | Elche                                                                 | Spagna                                                                | 1 – 0                                                                 | Italia                                                                | Amichevole                                                            | -                                                                     | Cap: F. Cannavaro                                                     |
| 30-5-2008                                                             | Firenze                                                               | Italia                                                                | 3 – 1                                                                 | Belgio                                                                | Amichevole                                                            | 2 Antonio Di Natale Mauro Camoranesi                                  | Cap: F. Cannavaro                                                     |
| 9-6-2008                                                              | Berna                                                                 | Paesi Bassi                                                           | 3 – 0                                                                 | Italia                                                                | Euro 2008 - 1º turno                                                  | -                                                                     | Cap: G. Buffon                                                        |
| 13-6-2008                                                             | Zurigo                                                                | Italia                                                                | 1 – 1                                                                 | Romania                                                               | Euro 2008 - 1º turno                                                  | Christian Panucci                                                     | Cap: A. Del Piero                                                     |
| 17-6-2008                                                             | Zurigo                                                                | Francia                                                               | 0 – 2                                                                 | Italia                                                                | Euro 2008 - 1º turno                                                  | Andrea Pirlo (rig.) Daniele De Rossi                                  | Cap: G. Buffon                                                        |
| 22-6-2008                                                             | Vienna                                                                | Spagna                                                                | 0 – 0 (4-2 dtr)                                                       | Italia                                                                | Euro 2008 - Quarti di finale                                          | -                                                                     | Cap: G. Buffon                                                        |
| Totale                                                                |                                                                       | Presenze                                                              | 23                                                                    |                                                                       | Reti                                                                  | 35                                                                    |                                                                       |

## Palmarès

### Giocatore

#### Club

##### Competizioni nazionali
- Campionato italiano Serie C1: 1

Atalanta: 1981-1982 (girone A)
- Campionato italiano di Serie B: 1

Atalanta: 1983-1984
- Campionato italiano: 6

Milan: 1987-1988, 1991-1992, 1992-1993, 1993-1994, 1995-1996, 1998-1999
- Supercoppa italiana: 4

Milan: 1988, 1992, 1993, 1994
- Campionato saudita: 1

Al-Ittihad: 1999-2000

##### Competizioni internazionali
- Coppa dei Campioni/UEFA Champions League: 3

Milan: 1988-1989, 1989-1990, 1993-1994
- Supercoppa UEFA: 3

Milan: 1989, 1990, 1994
- Coppa Intercontinentale: 2

Milan: 1989, 1990

#### Individuale
- MLS Best XI: 1

1996
- Premio Scirea: 1

1998
- Gran Galà del calcio AIC: 1

Premio alla carriera: 2024

### Allenatore

#### Individuale
- Premio nazionale Andrea Fortunato al miglior allenatore: 1

2014
- Premio internazionale Giacinto Facchetti: 1

2015
- Premio Sportilia: 1

2024